# Grand Prix Erik Breukink
Il Grand Prix Erik Breukink (it.: Gran Premio Erik Breukink) era una corsa a tappe di ciclismo su strada maschile che si svolse nei Paesi Bassi nel 2002 e nel 2003.
Portava il nome di Erik Breukink, ex corridore professionista olandese.

## Albo d'oro
Aggiornato all'edizione 2003.
| Anno | Vincitore         | Secondo       | Terzo                 |
| ---- | ----------------- | ------------- | --------------------- |
| 2002 | Fabian Cancellara | Bradley McGee | Steven van Malderghem |
| 2003 | Erik Dekker       | Tomas Vaitkus | Bernhard Eisel        |